# Enzio Reuter
Enzio Rafael Reuter, född 30 mars 1867 i Åbo, död 11 februari 1951 i Helsingfors, var en finländsk zoolog. Han var bror till Odo och Julio Reuter, far till Ole Reuter, farfar till Tom och Mikael Reuter samt kusin till Ossian och Jonatan Reuter.
Reuter blev student 1885, filosofie kandidat 1889 och filosofie licentiat 1896 samt docent i zoologi vid Helsingfors universitet 1897. Påverkad av sin bror, ägnade han sig från början åt naturhistoriska, särskilt entomologiska, studier. Han gjorde tidigt entomologiska forskningsresor, vilkas resultat han framlade i Bidrag till kännedomen om macrolepidopterfaunan i Ålands och Åbo skärgårdar (1890) samt i en liknande publikation om mikrolepidopterfaunan där (I–II, 1899, 1904). 
Reuter vände emellertid tidigt sitt intresse mot genetiska frågor och hans stora arbete Ueber die Palpen der Rhopaloceren (Finska Vetenskapssocietetens "Acta" 22, 1896) är resultatet av omfattande forskning rörande släktskapsförhållandena bland dagfjärilarna, för vilka han uppställt ett naturligt system. 
År 1901 utnämndes Reuter till adjunkt i entomologi vid Helsingfors universitets agrikulturekonomiska sektion och samtidigt till statsentomolog och föreståndare för försöksanstaltens entomologiska avdelning. Som sådan och på grund av Lantbruksstyrelsens uppdrag redan från 1894 utgav han årligen belysande berättelser över skadeinsekters uppträdande i Finland. Denna verksamhet föranledde hans undersökning Ueber die Weissährigkeit der Wiesengräser in Finland (i Acta societatis faunæ et floræ fennica, 1900), som blev utgångspunkten för hans efterföljande vetenskapliga forskning. 
Som orsaken till vitaxet påvisade han små kvalster, särskilt en ny art, Pediculopsis graminum. Detta kvalster underkastade Reuter ingående undersökningar i morfologiskt, genetiskt och biologiskt hänseende. Det första resultatet blev en avhandling Ueber die Eibildung bei der Milbe Pediculopsis graminum (i "Festschrift für Johan Axel Palmén", 1907), tillika ett bidrag till frågan om könsbestämningen. 
Avhandlingen ingick sedan som en del av ett större arbete, Zur Morphologie und Ontogenie der Acariden, mit besonderer Berücksichtigung von Pediculopsis graminum (Finska Vetenskapssocietetens "Acta" 36, 1909), vilket bland annat leder till en enhetlig uppfattning av kvalstrens postembryonala utveckling. Slutligen, samma år, utgav han ett för ärftlighetsforskningen betydelsefullt arbete på cytologins område, Merokinesis, ein neuer Kernteilungsmodus (ibid. 37), i vilken han uppvisar, att åtminstone hos ovannämnda kvalster ärftlighetssubstansen bör förläggas till kromosomernas akromatiska delar. 
Reuter, som även var ledamot av flera lärda sällskap, var 1910–35 professor i zoologi vid Helsingfors universitet.

### Uppslagsverk
- Reuter, 3. Enzio Rafael i Nordisk familjebok (andra upplagan, 1916)
- Reuter, Enzio i Uppslagsverket Finland (webbupplaga, 2012). CC-BY-SA 4.0